# Kim Jae-ryong
Kim Jae-ryong (sinh năm 1959) là Thủ tướng Cộng hòa Dân chủ Nhân dân Triều Tiên, phục vụ ở vị trí đó kể từ tháng 4 năm 2019 đến tháng 8 năm 2020. Ông cũng là thành viên Hội đồng Nhân dân Tối cao.

## Chức vụ Thủ tướng
Ngày 10 tháng 3 năm 2019, Kim được bầu vào Hội đồng Nhân dân Tối cao trong cuộc bầu cử quốc hội. Chưa đến một tháng sau, trong phiên họp đầu tiên của Hội đồng Nhân dân Tối cao khóa 14, Kim được bổ nhiệm làm Thủ tướng, thay thế Pak Pong-ju. Ông cũng được bầu làm Ủy viên Bộ Chính trị và Ủy ban Quân sự Trung ương.
Ngày 13 tháng 8 năm 2020, ông miễn nhiệm chức vụ Tổng lý Nội các, kế nhiệm bởi Kim Tok-hun.